# Селена Роуз
Селена Роуз (англ.  Selena Rose; нар. 7 серпня 1990, Лас-Вегас, Невада, США) — американська порноакторка.

## Раннє життя
Народилася у місті Лас-Вегас, штат Невада, США. Має іспанські і кубинські корені. Виросла в Маямі, штат Флорида, де працювала діловодкою а страховій компанії, а також у популярній мережі ресторанів Hooters, перш ніж потрапити в порноіндустрію у віці 19 років.

## Порноіндустрія
Почала зніматися в 2010 році. 
Активно співпрацює зі студією Digital Playground, на якій активно працювали Джессі Джейн, Кайден Кросс, Стоя і Бібі Джонс. 
На червень 2017 року знялася в 91 фільмі.

## Премії та номінації
| Рік  | Церемонія  | Результат | Нагорода                   | Фільм               |
| ---- | ---------- | --------- | -------------------------- | ------------------- |
| 2012 | AVN Award  | Номінація | Краща нова старлетка       | Н/Д                 |
| 2012 | XBIZ Award | Номінація | Краща нова старлетка       | Н/Д                 |
| 2013 | XBIZ Award | Перемога  | Best Scene — All-Girl      | Mothers & Daughters |
| 2014 | XBIZ Award | Перемога  | Best Scene — Feature Movie | Code of Honor       |

## Фільмографія
- Top Guns (2011)
- Blind Date (2013)
- Bad Girls 8 (2012)
- Piped Pixies (2011)
- Cheater (2010)
- Escort (2011)
- Escaladies (2011)
- Escaladies 2 (2011)
- Nurses 2 (2012)
- Latin Girlfriends (2010)
- Naughty Сусідів (2010)